# Leanne Khol Young
Leanne Khol Young ist eine kanadische Schauspielerin.

## Leben
Young debütierte 2011 in dem Kurzfilm Prisoner 7 als Schauspielerin. In den nächsten Jahren nahm sie einige Besetzungen in Kurzfilmen entgegen und war in den Fernsehserien Poker Girls und The Gym zu sehen. 2017 verkörperte sie die weibliche Hauptrolle der Karen Cavanaugh im Katastrophenfilm Global Storm – Die finale Katastrophe. Es folgten 2018 Besetzungen in den Fernsehserien Arrow und Supernatural sowie 2019 in den Fernsehserien The Magicians und Twilight Zone. 2020 übernahm sie eine größere Rolle in Little Fish, eine Episodenrolle in der Fernsehserie Altered Carbon – Das Unsterblichkeitsprogramm sowie eine Episodenrolle in der Mini-Serie A Teacher. Im selben Jahr stellte sie in fünf Episoden der Fernsehserie Chilling Adventures of Sabrina die Rolle der Pesta dar.

## Filmografie
- 2011: Prisoner 7 (Kurzfilm)
- 2011: Poker Girls (Fernsehserie, 2 Episoden)
- 2012: Ladies Night (Fernsehfilm)
- 2012: Let Me Go (Kurzfilm)
- 2012: Inevitable
- 2013: Wendell Walker (Kurzfilm)
- 2014: Double Booked
- 2014: Bloom (Kurzfilm, Sprechrolle)
- 2015: The Gym (Fernsehserie, Episode 2x02)
- 2015: Vagina Bug (Kurzfilm)
- 2016: Reset
- 2017: Unforgotten (Kurzfilm)
- 2017: Global Storm – Die finale Katastrophe (Global Meltdown) (Fernsehfilm)
- 2018: The Shipment (Kurzfilm)
- 2018: Arrow (Fernsehserie, Episode 7x03)
- 2018: Supernatural (Fernsehserie, Episode 14x07)
- 2018: The End of the World As We Know It (Fernsehfilm)
- 2019: The Magicians (Fernsehserie, Episode 4x11)
- 2019: Twilight Zone (Fernsehserie, Episode 1x09)
- 2019: The InBetween (Fernsehserie, Episode 1x02)
- 2019: A Score to Settle
- 2020: Altered Carbon – Das Unsterblichkeitsprogramm (Altered Carbon) (Fernsehserie, Episode 2x07)
- 2020: Little Fish
- 2020: A Teacher (Mini-Serie, Episode 1x08)
- 2020: Chilling Adventures of Sabrina (Fernsehserie, 5 Episoden)
- 2022: Two Sentence Horror Stories (Fernsehserie, Episode 4x08)